# Citroën C15
Citroën C15 — фургон, производившийся французской компанией Citroën с 1984 по 2005 годы. Это был преемник фургона Citroën 2CV и Citroën Dyane, которые изготавливались с 1950-х до 1980-х.
Citroën C15 был основан на Citroën Visa (производство прекращено в 1988 году).
Цифры в названии модели соответствуют её полному весу (с пассажирами и грузом) — 1500 кг. Аналогично маркированы автомобили Citroën C25 и Citroën C35 (полный вес 2500 и 3500 кг соответственно).